# Tour du Qatar 2009
La 8e édition du Tour du Qatar a eu lieu du 1er au 6 février 2009. Elle était inscrite au calendrier de l'UCI Asia Tour et se déroulait sur six étapes. Le Britannique Mark Cavendish (Team Columbia) a enlevé deux étapes et le Belge Tom Boonen (Quick Step) a remporté le classement final.

## Étapes
| Étape     | Date        | Villes étapes                        | km          | Vainqueur d’étape | Leader du classement général |
| --------- | ----------- | ------------------------------------ | ----------- | ----------------- | ---------------------------- |
| 1re étape | 1er février | Doha – Doha                          | 6 (clm/éq.) | Garmin-Slipstream | Bradley Wiggins              |
| 2e étape  | 2 février   | Khalifa Stadium – Al Khor Corniche   | 134         | Roger Hammond     | Roger Hammond                |
| 3e étape  | 3 février   | Al Zubarah – Doha Golf Club          | 137.5       | Tom Boonen        | Tom Boonen                   |
| 4e étape  | 4 février   | Doha Old Souq – Madinat Al Shamal    | 141         | Mark Cavendish    | Tom Boonen                   |
| 5e étape  | 5 février   | Camel Race Track – Qatar Foundation  | 147.5       | Étape annulée     | Tom Boonen                   |
| 6e étape  | 6 février   | Sealine Beach Resort – Doha Corniche | 121         | Mark Cavendish    | Tom Boonen                   |

## Classement général final
| 1.  | Tom Boonen        | Quick Step        | en | 12 h 55 min 25 s |
| 2.  | Heinrich Haussler | Cervélo Test Team | +  | 08 s             |
| 3.  | Roger Hammond     | Cervélo Test Team |    | 10 s             |
| 4.  | Daniel Lloyd      | Cervélo Test Team |    | 25 s             |
| 5.  | Andreas Klier     | Cervélo Test Team |    | 27 s             |
| 6.  | Xavier Florencio  | Cervélo Test Team |    | 28 s             |
| 7.  | Angelo Furlan     | Lampre-NGC        |    | 1 min 07 s       |
| 8.  | Gabriel Rasch     | Cervélo Test Team |    | 1 min 43 s       |
| 9.  | Mark Cavendish    | Team Columbia     |    | 2 min 11 s       |
| 10. | Tom Veelers       | Skil-Shimano      |    | 2 min 35 s       |

## Classements annexes

### Classement par points
|    | Coureur           | Pays        | Équipe           | Points |
| -- | ----------------- | ----------- | ---------------- | ------ |
| 1  | Heinrich Haussler | Allemagne   | Cervélo TestTeam | 100    |
| 2  | Tom Boonen        | Belgique    | Quick Step       | 92     |
| 3  | Danilo Napolitano | Italie      | Team Katusha     | 73     |
| 4  | Mark Cavendish    | Royaume-Uni | Team High Road   | 66     |
| 5  | Roger Hammond     | Royaume-Uni | Cervélo TestTeam | 64     |
| 6  | Angelo Furlan     | Italie      | Lampre-NGC       | 60     |
| 7  | Robert Förster    | Allemagne   | Team Milram      | 48     |
| 8  | Daniel Lloyd      | Royaume-Uni | Cervélo TestTeam | 40     |
| 9  | Andreas Klier     | Allemagne   | Cervélo TestTeam | 34     |
| 10 | Tom Veelers       | Pays-Bas    | Skil-Shimano     | 34     |

### Classement du meilleur jeune
|    | Coureur           | Pays        | Équipe            |    | Temps            |
| -- | ----------------- | ----------- | ----------------- | -- | ---------------- |
| 1  | Heinrich Haussler | Allemagne   | Cervélo TestTeam  | en | 12 h 55 min 33 s |
| 2  | Mark Cavendish    | Royaume-Uni | Team High Road    | +  | 2 min 03 s       |
| 3  | Tom Veelers       | Pays-Bas    | Skil-Shimano      | +  | 2 min 27 s       |
| 4  | Martin Reimer     | Allemagne   | Cervélo TestTeam  | +  | 2 min 27 s       |
| 5  | Denis Galimzyanov | Russie      | Team Katusha      | +  | 3 min 16 s       |
| 6  | Artur Gajek       | Allemagne   | Team Milram       | +  | 5 min 52 s       |
| 7  | Huub Duyn         | Pays-Bas    | Garmin-Slipstream | +  | 6 min 06 s       |
| 8  | Wouter Weylandt   | Belgique    | Quick Step        | +  | 9 min 12 s       |
| 9  | Marc de Maar      | Pays-Bas    | Rabobank          | +  | 9 min 15 s       |
| 10 | Martin Kohler     | Suisse      | BMC Racing Team   | +  | 9 min 27 s       |

### Classement par équipes
|    | Équipe           |            | Temps |                  |
| -- | ---------------- | ---------- | ----- | ---------------- |
| 1  | Cervélo TestTeam | Suisse     | en    | 38 h 34 min 00 s |
| 2  | Quick Step       | Belgique   | +     | 2 min 27 s       |
| 3  | Team High Road   | États-Unis | +     | 5 min 29 s       |
| 4  | Team Katusha     | Russie     | +     | 7 min 27 s       |
| 5  | Lampre-NGC       | Italie     | +     | 7 min 58 s       |
| 6  | Skil-Shimano     | Pays-Bas   | +     | 8 min 11 s       |
| 7  | Silence-Lotto    | Belgique   | +     | 10 min 12 s      |
| 8  | Team Milram      | Allemagne  | +     | 12 min 46 s      |
| 9  | Rabobank         | Pays-Bas   | +     | 13 min 08 s      |
| 10 | BMC Racing Team  | États-Unis | +     | 22 min 06 s      |

## Classement des étapes
| # | Équipe            | Pays       | Temps         |
| - | ----------------- | ---------- | ------------- |
| 1 | Garmin-Slipstream | États-Unis | en 6 min 34 s |
| 2 | Quick Step        | Belgique   | + 1 s         |
| 3 | Team Katusha      | Russie     | + 2 s         |
| 4 | Rabobank          | Pays-Bas   | + 4 s         |
| 5 | Liquigas          | Italie     | + 4 s         |

| # | Coureur           | Pays        | Temps           |
| - | ----------------- | ----------- | --------------- |
| 1 | Roger Hammond     | Royaume-Uni | 3 h 33 min 00 s |
| 2 | Danilo Napolitano | Italie      | + 1 s           |
| 3 | Heinrich Haussler | Allemagne   | m.t.            |
| 4 | Tom Boonen        | Belgique    | m.t.            |
| 5 | Angelo Furlan     | Italie      | m.t.            |

| # | Coureur           | Pays      | Temps           |
| - | ----------------- | --------- | --------------- |
| 1 | Tom Boonen        | Belgique  | 2 h 34 min 53 s |
| 2 | Danilo Napolitano | Italie    | m.t.            |
| 3 | Jürgen Roelandts  | Belgique  | m.t.            |
| 4 | Heinrich Haussler | Allemagne | m.t.            |
| 5 | Angelo Furlan     | Italie    | m.t.            |

| # | Coureur           | Pays        | Temps              |
| - | ----------------- | ----------- | ------------------ |
| 1 | Mark Cavendish    | Royaume-Uni | en 4 h 04 min 55 s |
| 2 | Heinrich Haussler | Allemagne   | m.t.               |
| 3 | Tom Boonen        | Belgique    | m.t.               |
| 4 | Filippo Pozzato   | Italie      | m.t.               |
| 5 | Angelo Furlan     | Italie      | m.t.               |

| L'étape est annulée, à la suite du décès de Frederiek Nolf (Topsport Vlaanderen). | \| # \| Coureur \| Pays \| Temps \| \| - \| ----------------- \| ----------- \| ------------------ \| \| 1 \| Mark Cavendish \| Royaume-Uni \| en 2 h 36 min 18 s \| \| 2 \| Robert Förster \| Allemagne \| m.t. \| \| 3 \| Heinrich Haussler \| Allemagne \| m.t. \| \| 4 \| Hans Dekkers \| Pays-Bas \| m.t. \| \| 5 \| Francesco Chicchi \| Italie \| m.t. \| |             |                    |
| #                                                                                 | Coureur | Pays        | Temps              |
| 1                                                                                 | Mark Cavendish | Royaume-Uni | en 2 h 36 min 18 s |
| 2                                                                                 | Robert Förster | Allemagne   | m.t.               |
| 3                                                                                 | Heinrich Haussler | Allemagne   | m.t.               |
| 4                                                                                 | Hans Dekkers | Pays-Bas    | m.t.               |
| 5                                                                                 | Francesco Chicchi | Italie      | m.t.               |

## Évolution des classements
| Étape (Vainqueur)           | Classement général | Classement par points | Classement du meilleur jeune | Classement par équipes |
| --------------------------- | ------------------ | --------------------- | ---------------------------- | ---------------------- |
| 1re étape Garmin-Slipstream | Bradley Wiggins    | Non décerné           | Huub Duyn                    | Garmin-Slipstream      |
| 2e étape Roger Hammond      | Roger Hammond      | Roger Hammond         | Heinrich Haussler            | Cervélo TestTeam       |
| 3e étape Tom Boonen         | Tom Boonen         | Tom Boonen            | Heinrich Haussler            | Cervélo TestTeam       |
| 4e étape Mark Cavendish     | Tom Boonen         | Tom Boonen            | Heinrich Haussler            | Cervélo TestTeam       |
| 5e étape Étape annulée      | Tom Boonen         | Tom Boonen            | Heinrich Haussler            | Cervélo TestTeam       |
| 6e étape Mark Cavendish     | Tom Boonen         | Heinrich Haussler     | Heinrich Haussler            | Cervélo TestTeam       |